# اپسیلون جوی
اپسیلون جوی یک ستاره است که در صورت فلکی جوی قرار دارد.